# Langur szary
Langur szary, langur brunejski (Presbytis hosei) – gatunek ssaka naczelnego z podrodziny gerez (Colobinae) w obrębie rodziny koczkodanowatych (Cercopithecidae), występujący w Azji.

## Zasięg występowania
Langur szary występuje endemicznie w północno-zachodnim Borneo, w zachodnim Sabah (wzdłuż zachodniego wybrzeża na północ do góry Kinabalu), północno-zachodnim Brunei i północnym Sarawak (od miejsca typowego w Niah i dolnego biegu rzeki Baram, na wschód w głąb lądu do 2°40’N i granicy Borneo Północnym).

## Taksonomia
Gatunek po raz pierwszy naukowo opisał w 1889 roku brytyjski zoolog Oldfield Thomas nadając mu nazwę Semnopithecus hosei. Holotyp pochodził z Niah w stanie Sarawak w Malezji. 
Taksony sabana i canicrus we wcześniejszych ujęciach systematycznych uważane były za podgatunki P. hosei, jednak głównie ze względu na różnice morfologiczne powinny być traktowane jako odrębne gatunki. Autorzy Illustrated Checklist of the Mammals of the World uznają ten takson za gatunek monotypowy.

### Etymologia
- Presbytis: gr. πρεσβυτις presbutis „staruszka”, od πρεσβυτης presbutēs „starzec”; być może również od greckiego słowa πρεσβυτερος presbuteros „senior, ksiądz”[8].
- hosei: Charles Hose (1863–1929), angielski urzędnik państwowy w Sarawaku w latach 1884–1907, przyrodnik, etnolog[9].

## Morfologia
Długość ciała (bez ogona) 48–56 cm, długość ogona 65–84 cm; masa ciała samic 5,5–6 kg, samców 6–7 kg.  

## Ekologia
Langur szary zamieszkuje zróżnicowane tereny – zarówno niziny na poziomie morza, jak i lasy deszczowe na wysokości 1000 m n.p.m. (Mount Kinabalu). Zoolodzy odnotowali nawet sporadyczne występowanie gatunku na terenach położonych na poziomie ponad 1600 m n.p.m. Presbytis hosei chętnie odwiedzają plantacje, i mimo że są zaliczane do foliofagów to nie gardzą owocami i nasionami. Wyjadają także jaja i pisklęta z napotkanych gniazd.

## Status zagrożenia i ochrona
Południowy zasięg występowania langura szarego nie jest jasno oznaczony. Populacje podgatunków sukcesywnie się zmniejszają. Główną przyczyną tej tendencji są polowania. Na przestrzeni 30 lat liczebność gatunku spadła o 30–50%.